# Würm-glaciális

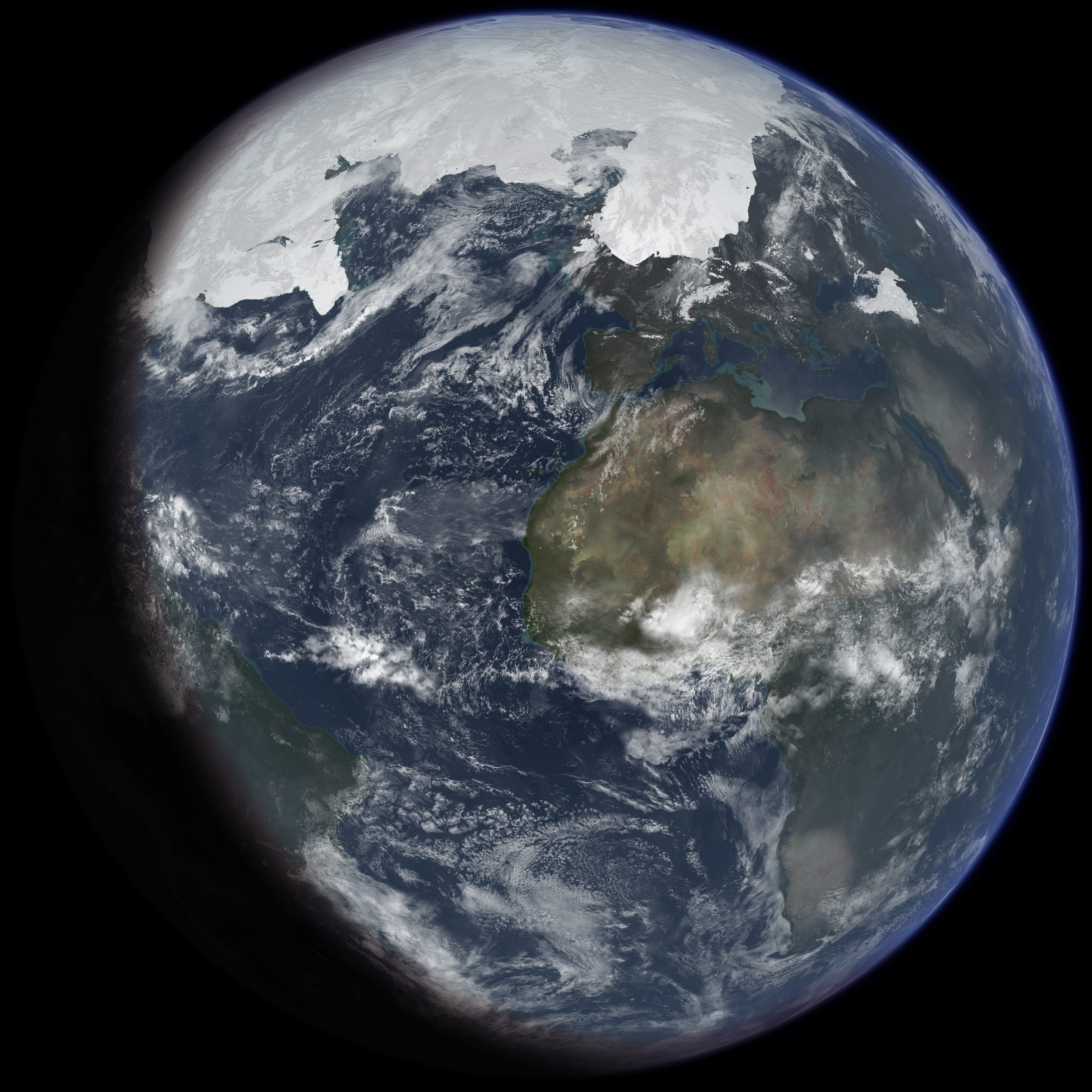
A Föld rekonstruált képe a legutóbbi jégkorszak glaciális maximumának idejéből (kb. 18 000 éve)

A Würm-glaciális (vagy legutóbbi jégkorszak), pontosabb elnevezéssel a legutóbbi glaciális 110 000 évvel ezelőtt kezdődött és jelenleg is tartó kainozoikumi eljegesedés eddigi utolsó glaciális periódusa. A névadó Würm folyó Németország Bajorország tartományában, az Amper jobb oldali mellékvize.

## Történet
Nagyjából 110 000 évvel ezelőtt kezdődött a pleisztocén kor vége felé, és körülbelül 10 000 évvel ezelőtt kezdett enyhülni a holocén kor kezdetekor. A glaciális maximum (a sarki és kontinentális jégtakarók legnagyobb kiterjedése) 18 000 éve volt. A jég kiterjedésének maximumától mintegy 6000 éves lassú melegedés kezdődött, amely egy rövid, de annál erősebb lehűlési fázissal zárult, a driász glaciálissal (Dryas) (ezt különbözőképpen tekintik önálló glaciálisnak, a Würm-glaciális végső szakaszának, illetve interglaciális szakasz átmeneti lehűlési periódusának is). A driász után kezdődött a máig tartó, viszonylag stabil éghajlatú interglaciális időszak. A Würm-glaciálisban már megjelentek az első őskori emberek is Európában.
Habár a lehűlés globális volt, a jégtakarók és gleccserek képződésében és visszahúzódásában lokális különbségek mutatkoznak. Éppen ezért a különböző régiókban más-más névvel jelölik. Magyarországon általában Würm-glaciális néven ismerik. Az alábbi táblázat mutatja be a régiók szerinti elnevezéseket:
| A glaciális neve | Régió                       |
| ---------------- | --------------------------- |
| Devens           | Brit-szigetek               |
| Fraser           | Sziklás-hegység             |
| Llanquihue       | Chile                       |
| Midland          | Írország                    |
| Mérida           | Venezuela                   |
| Otira            | Új-Zéland                   |
| Pinedale         | Észak-Amerika középső része |
| Valdai           | Kelet-Európa                |
| Visztula         | Közép-Európa északi része   |
| Weichsel         | Észak-Európa                |
| Wisconsin        | Észak-Amerika középső része |
| Würm             | az Alpok térsége            |
| Zyryanka         | Szibéria                    |

## A legutóbbi jégkorszak nyomai

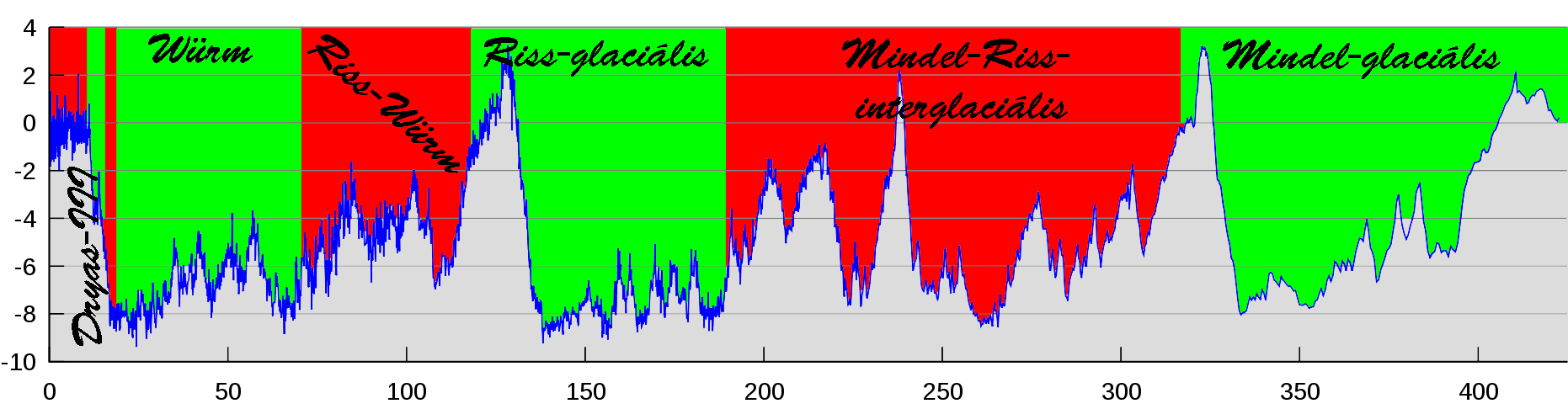
A Vosztok-jégfúrásból nyert antarktiszi hőmérsékleti adatok grafikonja az elmúlt évben

Az utóbbi glaciális időszak látványos nyomokat hagyott az északi félgömbön.
Észak-Európában (Finnország) több mint 50 000 tó medrét vájta ki a jég.
Észak-Amerikában a Nagy-tavak vidékét és Finger-tavakat a jég vájta ki, ahogy Minnesota és Wisconsin állam völgyeit is, később az olvadó jég feltöltötte ezeket vízzel, így tavak keletkeztek.

## Fordítás
- Ez a szócikk részben vagy egészben  a   Last glacial period című angol Wikipédia-szócikk fordításán alapul.  Az eredeti cikk szerkesztőit annak laptörténete sorolja fel. Ez a jelzés csupán a megfogalmazás eredetét és a szerzői jogokat jelzi, nem szolgál a cikkben szereplő információk forrásmegjelöléseként.